# Marc Rombaut
Pour les articles homonymes, voir Rombaut.
Marc Rombaut, né en 1939 à Gand et mort le 29 août 2022., est un romancier belge, également journaliste de radio (RTB), critique d'opéra, poète, enseignant et essayiste.

## Biographie
Il a séjourné cinq ans en Guinée et, selon ses propres dires, cette expérience lui a ouvert les portes de la poésie et de la conscience politique. Son roman La Chose noire, publié longtemps après cette expérience, en porte témoignage.
Marc Rombaut est également connu (après Senghor et Kesteloot) comme l'un des premiers introducteurs - en France et dans les pays francophones - de la poésie qu'on appelait alors "négro-africaine".
Il a vécu à Bruxelles et à Antibes (France).

## Œuvres
- 1964 : Ambiguités
- 1966 : Failles
- 1968 : Le Festin
- 1969 : Le Jetée et autres solitudes
- 1972 : Le regard sauvage
- 1972 : La Nouvelle Poésie négro-africaine d'expression française. Bruxelles : CEDAF, Cahiers du CEDAF no 5, série 4, 1972, 80 p.
- 1976 : Nouvelle Poésie négro-africaine : la parole noire. Présentée par Marc Rombaut : Depestre, Diakhaté, Maunick, Mudimbé, N'Debeka, Niang. [Paris] : [éditions Saint-Germain-des-Prés], coll. Poésie 1, no 43-44-45, janv. -juin 1976, 256 p.
- 1976 : Negro-Afrikaanse Literatuur en Akkulturatie, Brussel : ABOS
- 1978 : Suite en ouï-dire, récit, éditions Christian Bourgois
- 1979 : Minorités dans la pensée (colloque Idem II, Namur, mai 1978, en collaboration avec Jean-Pierre Faye et Jean-Pierre Verheggen)
- 1982 : À votre disposition[2] de Mircea Dinescu, traduit et adapté en français avec Constantin Crișan ; avec une préface de Romul Munteanu
- 1983 : Matière d'oubli, suivi de Anamorphoses : transcodage musical (en collaboration avec André Riotte)
- 1990 : La lettre du nom ; Six poèmes pour une dédicace à Pier Paolo Pasolini
- 1990 : Paul Delvaux
- 1991 : Pier Paolo Pasolini
- 1995 : Miroirs de l'autre
- 1996 : Le Chat noir laqué, roman, Seuil
- 2000 : Ombre sur une piscine jaune, roman, Seuil
- 2003 : Ville sanguine, roman, Seuil
- 2006 : La Chose noire : roman. Monaco : Editions du Rocher, 2006, 167 p. La Chose noire : roman. Monaco : Editions du Rocher, 2006, 167 p.  (ISBN 2-268-05908-1).
- 2014 : Chelsea romance, éd. Pierre-Guillaume de Roux  (ISBN 978-2363710918)
- 2015 : L'écho d'un visage, éd. Le nouvel Athanor  (ISBN 978-2356230560)